# Cytaea flavolineata
Cytaea flavolineata là một loài nhện trong họ Salticidae.
Loài này thuộc chi Cytaea. Cytaea flavolineata được Lucien Berland miêu tả năm 1938.